# Wiemeyer (Automobilhersteller)
Wiemeyer war ein US-amerikanischer Hersteller von Automobilen.

## Unternehmensgeschichte
J. L. Wiemeyer leitete das Unternehmen mit Sitz in St. Louis in Missouri. 1900 stellte er einige Automobile her. Der Markenname lautete Wiemeyer.
Später betrieb er ein Autohaus für Fahrzeuge von Apperson Brothers Automobile Company, Ford und Ames.

## Fahrzeuge
Wiemeyer stellte viele Teile selber her.
Das erste Fahrzeug hatte einen Zweizylinder-Boxermotor. Er trieb über ein Zweigang-Planetengetriebe und eine Kette die Hinterachse an. Der Aufbau wurde als Buggy bezeichnet.
Das zweite Fahrzeug hatte einen Dreizylinder-Zweitaktmotor. Die Karosserie bot Platz für vier Personen.
Darauf folgten noch vier Fahrzeuge mit einem Vierzylindermotor und verschiedenen Aufbauten.